# کبک خان

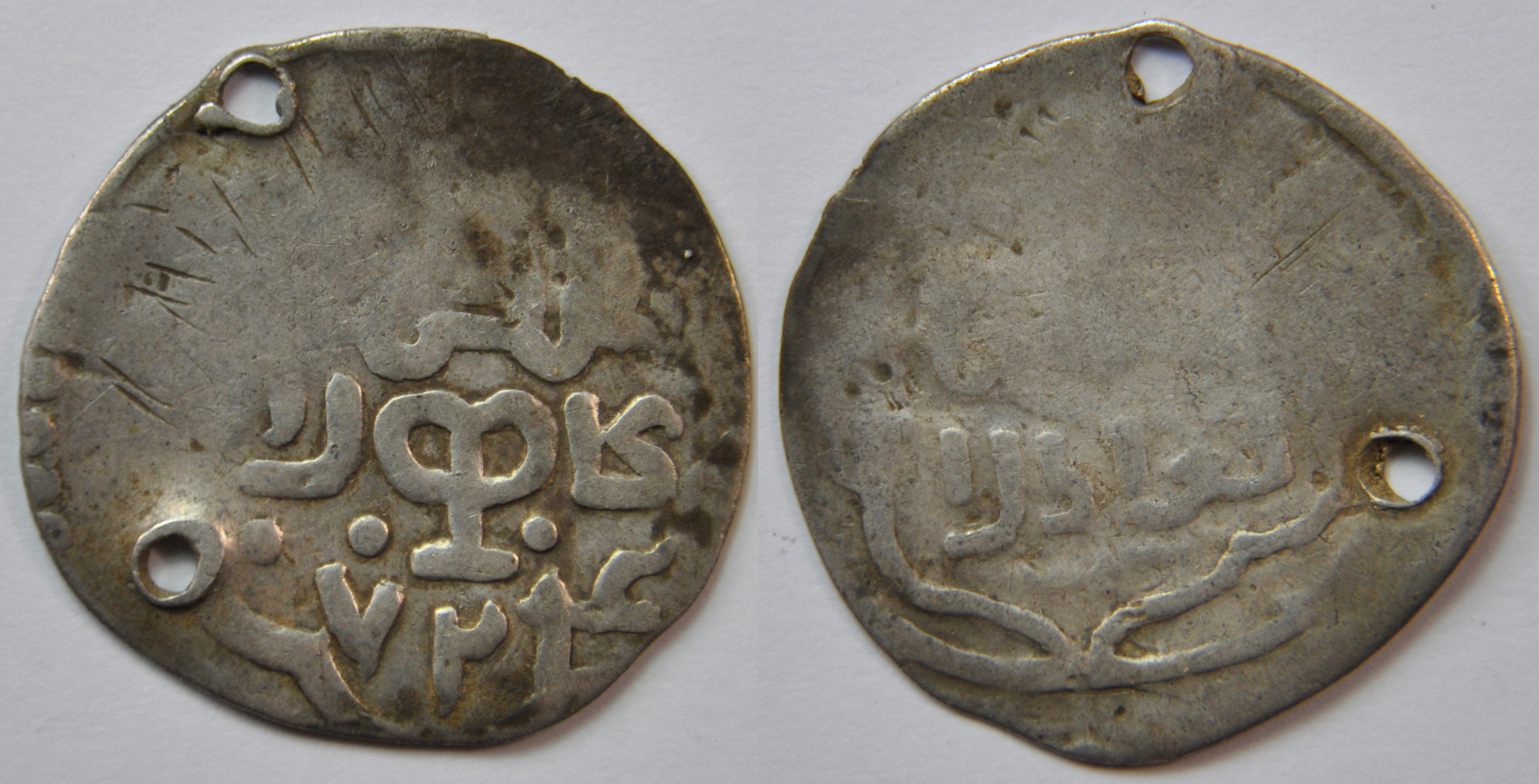
سکهٔ سیمین کبک خان

کِبِک خان، خان جغتای از ۷۱۸ تا ۷۲۱ هجری قمری (۱۳۱۸ تا ۱۳۲۱ میلادی) بود. او پسر دوا و از تبار جغتای بود. 
کبک خان در نخستین پویه‌های قدرت پس از برگزاری نخستین قوریلتای در ۷۰۹ هجری، به سود برادر بزرگترش ایسن بوقا کنار رفت. در این زمان به ولایت فرغانه و ماوراءالنهر گماشته شد. سپس از رود مرغاب گذشت و به خراسان تاخت و با وجود به دست آوردن پیروزی‌های اولیه بر ایلخانان، به دلیل حملهٔ دودمان یوآن به جغتای و کمبود آزوقه و علیق در ۷۱۳ جری از خراسان بازگشت. 
با مرگ ایسن ب.قا، کبک به مقام خانی جغتای رسید. در زمان شورش یساور بر ایلخانان، ملک غیاث‌الدین کرت از کبک یاری خواست و او نیروهایی را به دفع یساور فرستاد که در نتیجهٔ آن یساور کشته شد. کبک نخستین خان جغتای بود که به زندگی یکجانشینی پرداخت. او تا پایان مرگ اسلام نیاورد.